# Alte Lahnbrücke

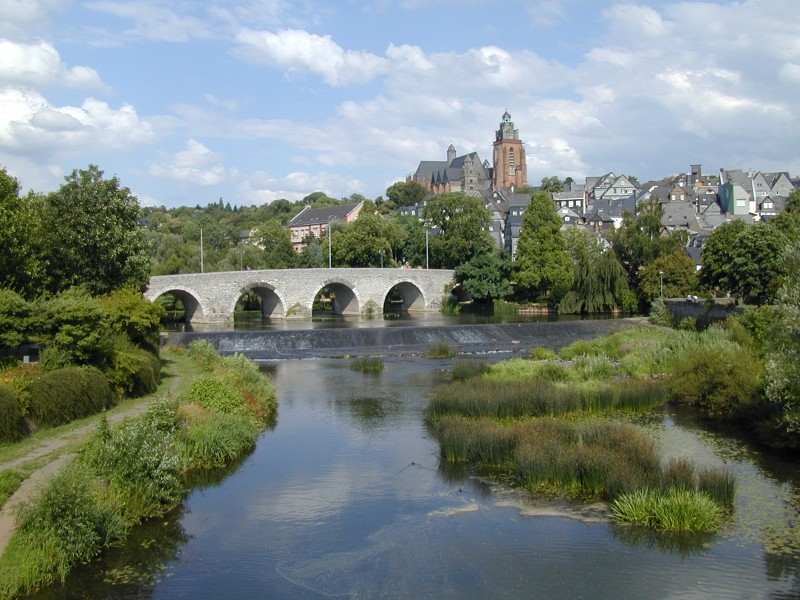
Alte Lahnbrücke

Alte Lahnbrücke (tyska "Gamla Lahnbron") är en av de äldsta broarna över floden Lahn i Wetzlar. Den började byggas år 1250. Den bron stod klar 1280. Bron är 104 meter lång och 6,5 meter bred.